# Canterbury (Schiff, 2007)
HMNZS Canterbury (Kennung: L421) ist ein Mehrzweckschiff der Royal New Zealand Navy, das seit 2007 in Dienst steht. Sie ist nach der gleichnamigen Fregatte das zweite Schiff der neuseeländischen Marine, das nach der größten Region Neuseelands benannt ist.

## Technik

### Rumpf und Antrieb

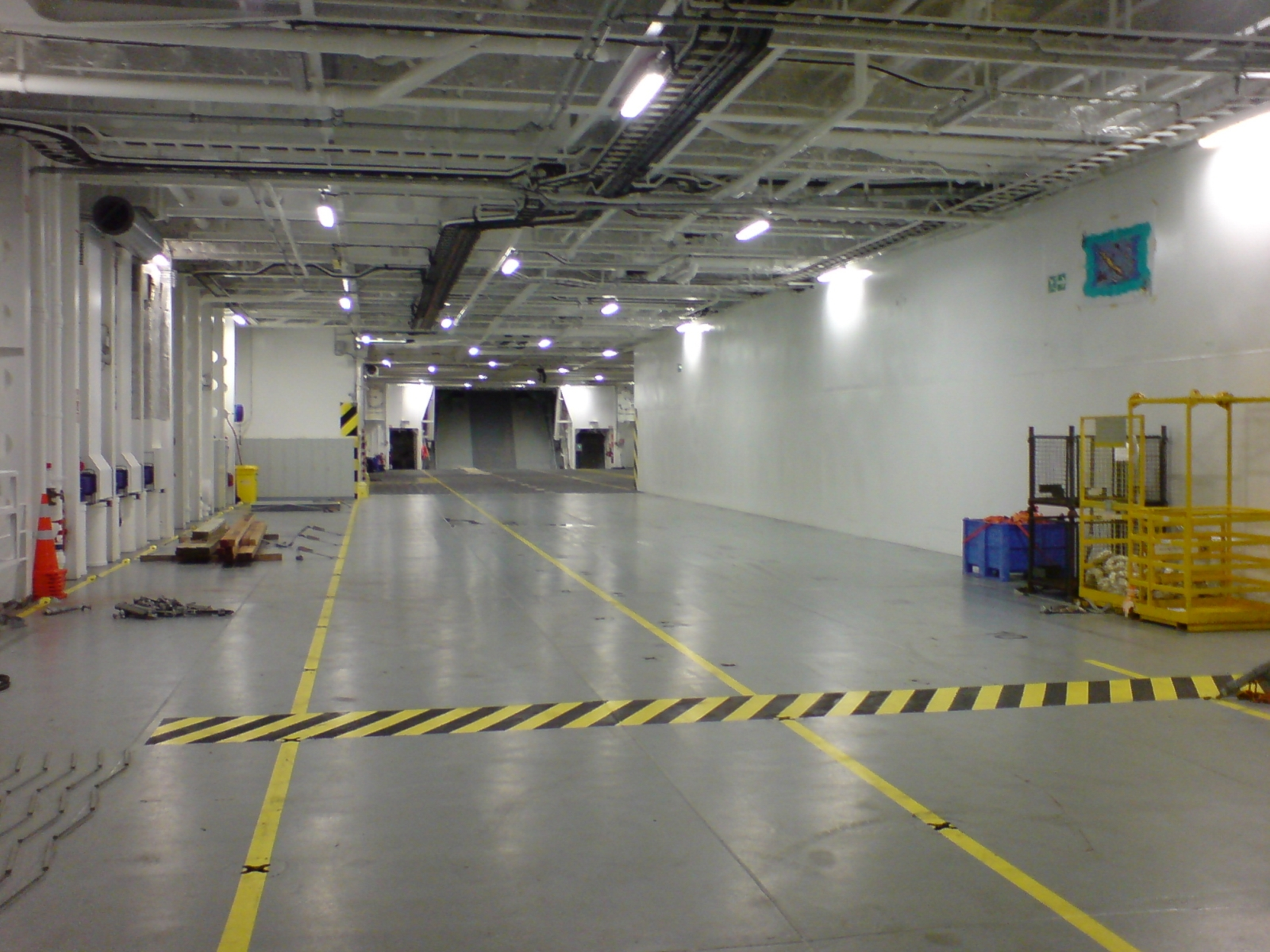
Fahrzeugdeck der Canterbury

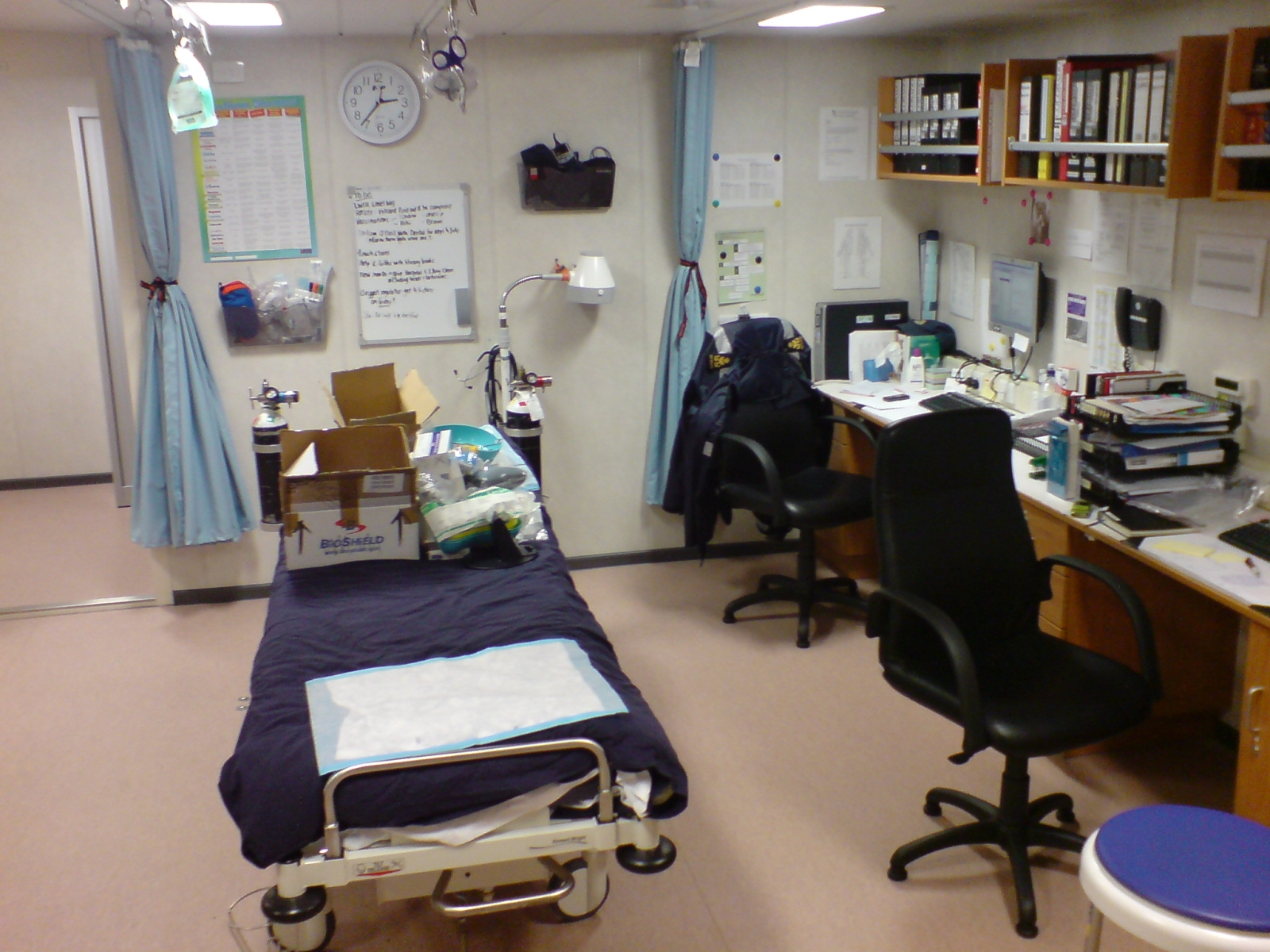
Behandlungszimmer im Krankenhaus der Canterbury

Die Canterbury basiert auf dem Design des zivilen RoPax-Schiffs Ben-my-Chree, das für die Isle of Man Steam Packet Company die Fährverbindung zur Isle of Man bedient. Die Canterbury ist 131 Meter lang, 23,4 Meter breit und hat bei einem Tiefgang von 5,4 Meter eine Verdrängung von 9000 Tonnen. Für den Einsatz in antarktischen Gewässern wurde der Rumpf verstärkt (Eisklasse 1C, bis 40 cm dickes Eis). Sie hat einen kombinierten Diesel- und dieselelektrischen Antrieb, zwei Wärtsilä-Neunzylinderdieselmotoren mit jeweils 4,5 Megawatt Leistung treiben die beiden Vierblattverstellpropeller entweder über zwischengeschaltete Generatoren und Elektromotoren bei langsamer Fahrt oder bei schneller Fahrt direkt an. Die Canterbury erreicht eine Höchstgeschwindigkeit von 19,6 Knoten, bei der wirtschaftlichsten Geschwindigkeit von 16 Knoten liegt die Reichweite bei 8000 Seemeilen.

### Ausstattung
Das Schiff verfügt nur über leichte Defensivbewaffnung, ein ferngesteuertes 25-mm-Marinegeschütz sowie zwei .50-cal-Maschinengewehre sollen die Verteidigung gegen angreifende leichte Wasserfahrzeuge ermöglichen.
Auf dem Helikopterdeck können neben dem SH-2G SeaSprite auch bis zu vier NH90-Transporthubschrauber untergebracht werden, zudem ist das Deck für Hubschrauber bis zur Größe des CH-47 Chinook ausgelegt.
Auf dem 1451 Quadratmeter großen Frachtdeck, das über Rampen am Heck und an der Steuerbordseite erreichbar ist, können bis 45 Militärfahrzeuge und bis zu 33 20-Fuß-Container untergebracht werden. Für die Unterbringung von bis zu acht Containern mit Munition und zwei mit anderen gefährlichen Materialien verfügt das Schiff über eine verbesserte Sprinkleranlage.
Die Canterbury ist mit zwei Landungsbooten ausgestattet, die mittels zweier 60-Tonnen-Kräne an den Aufbauten ausgesetzt und an der Heckrampe beladen werden können. Die ursprünglichen 55-Tonnen-Landungsboote wurden nach Problemen mit der Bugrampe durch 59-Tonnen-Landungsboote ersetzt. Die Landungsboote haben eine Zuladung von 50 Tonnen und bei 9 Knoten Geschwindigkeit eine Reichweite von 250 Seemeilen.
Die Canterbury verfügt über eine vollausgestattete Krankenstation mit fünf Betten, einem Operationssaal, einem medizinischen Labor und einem Leichenhaus.

## Geschichte

### Planungen
Die Planungen für ein strategisches Transportschiff reichen bei der neuseeländischen Marine bis in die 1970er Jahre zurück. Aufgrund der Insellage im Südpazifik führte die Marine 1988 verschiedene Studien durch, aufgrund deren Ergebnis 1995 das ehemalige RoRo-Schiff Mercandian Queen II als HMNZS Charles Upham in Dienst gestellt wurde. Nachdem die Charles Upham 2001 wegen mangelnder Finanzen außer Dienst gestellt worden war, begann die Suche nach einem Ersatz. Eine Studie im Auftrag der neuen Labour-Regierung unter Jim Bolger empfahl, anstelle einer dritten Fregatte ein Multifunktionsschiff zu finanzieren.

### Bau
Der Bauauftrag wurde an die australische Unternehmen Tenix in Williamstown vergeben, das die niederländische Werft IHC Merwede als Subunternehmer mit der Bauausführung beauftragte. Als Entwurfsgrundlage wurde die zivile Ro-Pax-Fähre Ben-my-Chree gewählt, was später zu Einschränkungen bei der Hochseetauglichkeit führte, da der Entwurf ursprünglich für ruhigere Küstengewässer ausgelegt war.
Am 6. September 2005 wurde die Canterbury als Baunummer 705 in Kinderdijk auf Kiel gelegt, am 11. Februar 2006 erfolgte der Stapellauf. Nach erfolgreicher Seeerprobung vor der niederländischen Küste traf das Schiff im August 2006 in Australien ein, wo die militärische Ausrüstung eingebaut wurde. Aufgrund fehlender Dokumentationen verzögerte sich die Auslieferung an Neuseeland.
Die Canterbury wurde am 31. Mai 2007 von der neuseeländischen Regierung akzeptiert und am 12. Juni 2007 in Port Melbourne von Premierministerin Helen Clark in Dienst gestellt. Die Baukosten betrugen rund 177 Millionen Neuseeland-Dollar.

### Einsatz

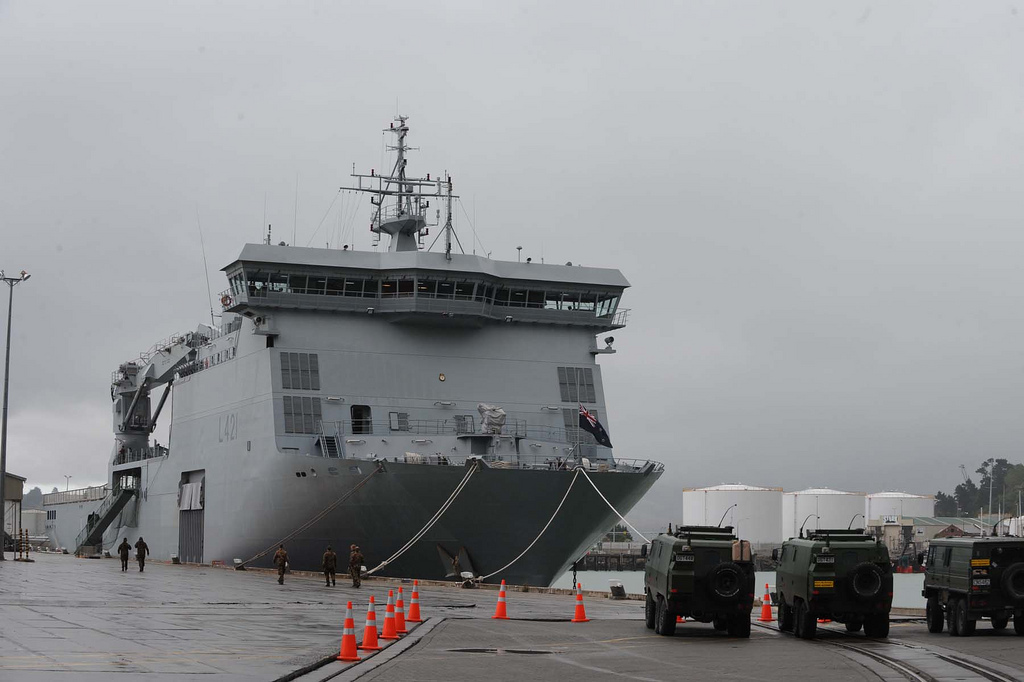
Die Canterbury an der Pier in Lyttelton nach dem schweren Erdbeben am 22. Februar 2011

Die Canterbury traf am 28. Juni 2007 zum ersten Mal in ihrem Heimathafen Lyttelton ein. Nach mehrtägigen Feiern lief das Schiff am 2. Juli zu weiteren Seeerprobungen vor Auckland aus, die operative Heimatbasis hat das Schiff in der Devonport Naval Base. Der Verlust eines Festrumpfschlauchbootes während der Erprobungen sowie der Tod eines Besatzungsmitglieds beim Wassern eines der Boote führte zu weiteren Untersuchungen im Bezug auf die Seefestigkeit des Schiffes und eine Änderung der Aufhängung der Boote.
Nach dem Erdbeben in Christchurch am 22. Februar 2011 versorgte die Canterbury, die zum Zeitpunkt des Erdbebens in Lyttelton vor Anker lag, etwa 1000 dort obdachlos gewordene Personen mit Mahlzeiten. Das Schiff soll den Kern einer geplanten gemeinsamen Task Force Australiens und Neuseelands bilden, die bei der Reaktion auf Naturkatastrophen zum Einsatz kommen soll. Es ist derzeit das einzige größere dafür geeignete Militärschiff der Marinen beider Staaten, da die drei dafür vorgesehenen australischen Schiffe derzeit nicht einsatzfähig sind.